# 우성교통
우성교통은 대구광역시의 시내버스 운송업체였다.

## 개요
1967년 4월 20일에 시내버스 운송면허를 취득하여 극동버스자동차(주)라는 사명으로 동구 용계동에서 설립하였다. 2003년에 극동버스자동차에서 유원버스자동차로 바꾸었다가, 극동버스자동차로 사명을 환원했다. 2004년에 우성교통으로 사명을 변경했다. 이 시기에 사장이 문제를 일으켜 경영난을 겪기도 하였으며, 이런 와중에 일부 차량들은 국일여객(현.달구벌버스)으로 넘어갔다. 2003년에 동호동공영차고지로 이전하였고 성보교통 계열로 편입되어 사장이 바뀐 이후 현재의 사명으로 변경하였다. 경산시 진량읍 대구대학교에서 북구 읍내동 칠곡산호한양아파트, 종합유통단지, 조일공고에서 시내를 순환하는 노선, 달서구 대곡지구에서 동구 동호동 공영차고지 혹은 금강동으로 가는 노선을 운행한다. 동호동 공영차고지에서는 승차할 수 없기 때문에, 805번과 836번은 동호네거리에서 경북교통 방향으로 있는 반야월역 4번 출구부터 승차가 가능하고 동구2번, 618번, 849/849-1번은 동호초등학교부터 승차가 가능하다. 2010년 4월에 전차량 천연가스버스화했다. 회사를 설립한지 43년 6개월뒤인 2010년 10월 16일 부로 성보교통에 합병되어 검단동으로 완전히 이전했고, 우성교통이 이전한 후 공백이 생긴 동호동공영차고지에는 당시 차고지 임차계약 문제로 마찰을 빚고 있었던 달구벌버스가 입주했다.

## 차고지
- 대구광역시 동구 경안로 700 동호동공영차고지